# Crkva i samostan Svetog Dominika u Trogiru
Crkva i samostan Svetog Dominika u Trogiru jedan je od mnogobrojnih sakranih objekata u starom jezgru ovog grada, koji su osnaovala braća iz crkvenog reda dominikanaca, nastalom u prvoj polovini 13. veka (1216), sa specifičnom ulogom propovedanja katoličke vere - što objašnjava i njihovo službeno ime: Red braće propovednika (lat. Ordo Fratrum Praedicatorum). Kako je prvenstveno polje njihove delatnosti bila urbana sredina u kojoj se u srednjem veku odvijao sav, ili gotovo sav, društveni život, oni su 1265. godine u Trogiru osnovali samostan i crkvu kako bi u njemu njihovi članovi duhovno i intelektualno prednjačili u odnosu na ostali kler i stanovništvo, i materijalno bili primer skromnosti, jednostavnosti i ozbiljnosti. Taj se stil života morao se odražavati kako u gradnji crkava i samostana, tako i njihovom inventaru, odevanju itd.

## Položaj
Samonstan i crkv Svetog Dominika nalaze se u starom istorijskom jezgru Trogira u Republici Hrvatskoj, na jugoistočnom obodu predgrađa ovog grada Pasikama. Samostanski kompleks svojom površinom zauzima veliki deo predgrađa, i obuhva mnogo veću površinu od čitavih blokova kuća u susedstvu.

## Preduslovi
Razvoj hrišanstva u Trogiru svedoći da je iz obližnje biskupske mitropolije Salone hrišanstvo vrlo brzo stiglo u ovaj trgovački gradić, koga je položaja na ostrvu spasio od sudbine gradova na kopnu. Ćinjenica je da crkve koje su se gradile u predromanijskom i ranoromanijskom razdoblju po stilu ili imenima svojih donatora govore o ranom naseljavanju Trogira hrvatskim stanovništvom hriščanske vere.
Počev od 9. veka Trogir plaća dažbine hrvatskim vladarima, ali zadržava autonomiju pod suverenitetom Vizantije. Od 11. veka Trogir postaje biskupija i dobija sve atribute ondašnjih evropskih gradova. Početak 12. veka je vreme priznaja vlasti hrvatsko-ugarskih kraljeva, a zapisano je da su ga 1123. godine do temelja razorili i opljačkali Saraceni.
Nakon ponovne kraće vizantske vladavine 1180. Trogir je opet dospeo pod vlast hrvatsko-ugarskih kraljeva koji su mu potvrdili autonomna gradska prava.
Tokom 13. veka, Trogir je doživeo snažan privredni razvoj i obnovu građevina. O snazi Trogira svedoći i podatak da je u njemu 1242. utočište našao hrvatsko-ugarski kralj Bela IV. u vreme njegovog bekstva pred Tatarima.

Drevni Trogir, jedan od najstarijih gradova na Jadranu, u svojim visokim i čvrstim zidinama, u prošlosti je svojim žiteljima pružao sve pogodnosti gradskog smeštaja i garantovao toliko potrebnu sigurnost, u nemirnim srednjovekovnim vremenima u 13. veku. O nekada vrlo dinamičnom životu kakav se mogao naći samo u društveno razvijenim i kulturno naprednim sredinama poput Trogira, i danas svedoče dobro sačuvane palate, kuće, crkve i samostani. 
| „ | Živeti ili imati uporište u takvom gradu velike prošlosti i perspektivne budućnosti nekada je značilo biti u središtu važnih političkih, društvenih, kulturnih i verskih zbivanja. Zato nije nikakvo čudo da su i hrvatski dominikanci u njemu htjeli imati svoje uporište. | ” |

 Svega desetak godina nakon osnivanja njihova reda 1216. godine, dominikanci su se počeli naseljavati u hrvatskim krajevima. Jedan za drugim počeli su nicati samostani u Dubrovniku (oko 1225.), Ninu (oko 1228), Zagrebu (1228.), Čazmi (1228./30.), u Bosni najmanje dva nepoznate lokacije (1230-1235), Bosanskoj Dubici (1235), Virovitici (1242), Splitu (pre 1243),  tako da i Trogir (oko 1245) kao važno političko, društveno, gospodarsko i kulturno središte na jadranskoj obali nije bio zaobiđen.

## Istorija
Gradnja crkve i osnivanje samostana dominikanaca u Trogiru počelo je zahvaljujući članovima dominikanskog samostana Svete Katarine Aleksandrijske u Splitu za koji postoji predanje da ga je u prvoj polovini 13. veka osnovao fr. Grgur Splićanin, drug Svetog Dominika. Splitski dominikanci su, u okviru svoje propovedničke delatnosti, najverovatnije, već od samog početka često i rado odlazili u Trogir, ali u njemu nisu imali stalnog boravišta, nego su odsedali u nekoj crkvenoj ili privatnoj kući. Vodeći računa o tim činjenicama, ugledni trogirski gradski sudija  Nikola Albertinov prioru i članovima splitskoga samostana, da bi ih poštedeo od stalnih putovanja i omogući stalni boravak u gradu, oko 1260. godine poklonio crkvicu posvećenu Svetom Franji Asiškom u zapadnom delu Trogira zvanom Pasike na nasutomu mestu izvan tadašnjih gradskih zidina, nad kojom je imao patronatsko pravo.
Samostan je osnovan 1265. godine, crkva Svetog Dominika dovršena je tek sedamdesetih godina 14. veka, a klaustar je sagrađen sredinom 15. veka. Prostor u Pasikama 1265. godine prvo su kupili  franjevci iz provincije Sclauonia, koji su odlučili 1275. godine da prodaju ovaj posed u predgrađu u Pasikama dominikancima, iako su pre dominikanaca nameravali u Pasikama sagraditi samostan.
Samostan Svetog Dominika osnovan je nakon papinskog pisma, breve od 11. jula 1265. godine, čime su otklonjena  protivljenja trogirskog biskupa Colombana, redovnika, franjevca. Kapelu Svetog Franje nad kojom je patronat imao ugledni trogirski građanin Nikola Albertinov ustupio je  oko 1260. godine splitskim dominikancima (koji nisu imali samostana, nego su se nastanili u jednoj manjoj kući u neposrednoj blizini pomenute crkvice), da uz nju  sagrade svoj samostan. Dakle, prvo jezgro tog dominikanskog samostana bila je već postojeća crkvica Svetog Franje, sagrađena na zemljištu koje je ovaj trogirski građanin ujedno sa kapelom darovao kako bi se na njemu mogao sagraditi samostan.
Kada su deca pokojnog Luke (davnog pretka istoričata Ivana Lucića) 16. jula 1304. godine prodala građevinsko zemljište dominikancima (čiji je prior tada bio Mihovil iz Drača),  na kojem su bila tri kućerka smeštena pored groblja dominikanaca, stvoreni su uslovi da dominikanci počnu graditi novu crkvu,  koja i danas postoji.
Postojeća crkva, koja je zamenila kapelu Svetog Franje, građena je najverovatnije od kraja 13. veka, a pod krov je stavljena tek sedamdesetih godina 14. veka  (završena pre 1374. godine), a dovršena je sredstvima koja je ostavio biskup Nikola Casotti (koji je umro 1371.).21  Bitkula Casotti, udovica Vincenta Ampleuzeva, ostavši bez potomaka, u oporuci iz 1371. odredila je da se njena nekretnine proda, s tim da se novac nameni gradnji crkve. Dakle, gradnja je započeta u 13. veku u romaničkom stilu, da bi  crkva kao celina bila oblikovana  u drugoj polovini 14. veka u gotičkom stilu. Iz tog razdoblja potiču južni gotički prozori, između kojih su  1325. godine bila podignuta tri groba. Na zadnjem zidu apside je crtež ranogotičke bifore i srpastog romantičkog luka koji svojim oblikom svedoče da je apsida sagrađena najkasnije u prvoj polovini 14. veka. Uz nju je, verovatno malo kasnije, podignut visok zvonik. U drugoj polovini 14. veka. Crkva je kasnije produžena prema zapadu kada je dobila svoj konačni oblik.
Oko crkve i u crkvi bilo je groblje. Na južnom zidu nanizane su konzole s kamenom okapnicom, što je ostatak trema uz groblje. Na istom zidu ugrađena su naknadno tri grobna natpisa (jedan je postavljen naopako, dva su sa zabeleženom godinom 1325., a spominju pokojnike, ugledne osobe: Petra Susu, Ciprijana Bublu i Desu Punalija.
Za vreme francuske vladavine samostan je nakratko bio ukinut. Civilni namesnik Vincenzo Dandolo u svom izvjštaju iz 1807. predlaže ukidanje tri trogirska samostana (u dva dominikanska, koji žive od svojih poseda, ukupno su živala četvorica sveštenika); od njih, kako u duhu prosvetiteljskih ideja piše namesnik, nema nikakve društvene koristi.
U delu samostana za vreme austrijske vlasti 1860. godine bila je smeštena vojna jedinica.
Samostanski deo je  za vreme Drugog svetskog rata pretrpeo znatna oštećenja. Engleski avionii iz baze na ostrvu Visu u u jednom od svojih rušilačkih pohoda na ciljeve na kopnu  22. februara 1944. godine svojim razornim teretom bombi, srušivli su  potpuno severno samostansko krilo, dok su dva ostala krila, istočno i zapadno, pretrpela manja oštećenja. Crkva nije bila direktno pogođena, ali je od detonacije krov bio oštećen.   Obnova porušenog samistana započeta je tek  početkom 1970-th godina (prvo 1970./1971. na krovu crkve, koja je pretrpela manja oštećenja,  da bi zatim 1973. bio potpuno obnovljen krov zapadnog dela samostana). Istočno  krilo samostana obnovljeno je od 1974. do 1976., a zapadno je obnovio Zavod za zaštitu spomenika iz Splita. Kako su crkva i samostan sagrađeni na nasipu, zidovi su se počeli opasno naginjati. U svrhu njihove zaštite Zavod za zaštitu spomenika iz Splita izveo ja radove na sanaciji temelja crkve početkom 1990-tih godina.

## Arhitektura
Crkve i samostani u dominikanskom redu po svojoj strukturi i arhitekturi morali su biti izraz duha samoga reda. To nisu smele biti jako velike i impozantne građevine koje odudaraju od osnovnih proklamovanih načela jednostavnosti, skromnosti i funkcionalnosti.  Njihov skroman spoljni i unutrašnji izgled trebao je da bude oličenje praktičnog odbacivanja luksuza, rasipništva i suvišnih stvari u društvu u kome su vladale velike ne samo staleške nego i društvene razlike i velika vezanosta za materijalna dobra uopšte. U početku su dominikanci odredili i stroga zakonska ograničenja u odnosu na visinu i veličinu hramova.

### Crkva
U tom duhu građena je i crkva Svetog Dominika kao jednostavna, pomalo masivna i „nezgrapna” jednobrodna građevina (dimenzije 23 x 10 m) sa pravougaonom apsidom  (dimenzije 7,30 x 6,15 m) . Uz apsidu je naknadno podignut i zvonik. Na južnom crkvenom zidu uočavaju se tragovi po kojima se poznaje da je crkva bila produžena prema zapadu. Na apsidi se vide urezani crteži romaničkog luka i gotičke bifor, i dva zidarska znaka u obliku slova S.  Zapadno pročelje sagradeno je oko 1372. godine.
Unutrašnjost crkve odiše ozbiljnošću i jednostavnošću. Radi se o jednobrodnoj građevini, usmerenoj u pravcu zapad – istok, sa drvenim plafonom i pravougaonom korom, tipičnom za dominikanski red. Građena je u gotičkom slogu sredozemnoga tipa u kome (za razliku od istog građevinskog sloga u srednjoj i zapadnoj Evropi) njene vertikalne linije nisu posebno naglašene.
Posebna pažnja u gradnji crkve posvećena je osvetljenju, tako da samo kroz pet uskih i visokih prozora na južnom zidu i dva u apsidi i prostrane ruže (rozeta) na njenom zapadnom pročelju, prodire svetlost u crkvu.
Središnjim delom lunete dominira visoki reljef Marije sa Detetom, ogrnuta velikim plaštom. od glave do nogu. Ispod plašta je vertikalno naborana haljina dugih i uskih rukava. . Sa leve Marijine strane je lik Marije Magdalene, a s desne stranebl.
Iako je majstor Nikola Dente potpisao samo reljef, pretpostavlja se da je on ujedno i graditelj čitavog pročelja.
Južni ulaz ckve je jednostavan, „kao da je arhitekt želeo reći da pred Boga treba doći u jednostavnosti i ozbiljnosti, bez spoljnih ukrasa.”
Iz  izveštaja kardinala Agostina Valiera saznajemo da je crkva prvobitno imala šest oltara. Glavni je bio posvećen Svetom Dominiku i Svetoj Mariji Magdaleni. Ostali su bili: Gospe od žalosti, Svetog Proroka, Svetog Vinka Ferrerskoga, Svetog Katarine Aleksandrijske i Gospe od ružarija. Svi su oni imali po jednu staru i umetnički izrađenu sliku, a oltar Gospe od žalosti i kameni reljef sa prizorom skidanja sa krsta. Crkva je imala i neke umetnički izrađene moćnike za čuvanje svetačkih relikvija.
Crkva je kroz njenu dugu istoriju više puta popravljana a nabavljan je i novi nameštaj. Poslednji veći zahvat na crkvi bio je početkom 19. veka, kada je zamenjen krov na crkvi, a godine 1903. nabavljene su nove orgulje.

### Zvonik
Zvonik kao jednostavno zdanje u obliku zarubljene piramide,  izgrađen je uz četvrtastu apsidu i sa jugoistočne strane prislonjen, najverovatnije u 15. veku, Ovo zdanje visoka oko 35 m, čija baza iznosi 4 x 3 m, sagrađeno je  na četiri sprata sa  gotičkim prozorima. Kako je zvonik kao i crkva, građen na nasipu koji je nastao u ranijem periodu Trogira nasipavanjem morskog plićaka otpadnim materijalom prilikom izgradnje gradske jezgra, temelji su mu postavljeni na borovim šipovima zabijenima u nasuto tlo.
Otvoren je smao zadnji sprt, a u donjim delovima su okrugle kamene ploče sa otvorima u obliku četverolista koji osvetljavaju stepeniice u unutrašnjosti. Završni sprat je u obliku balkona sa po dve bifore sa svake strane. Njihovi venci i imposti u obliku obrnuto postavljenih zarubljenih piramida karakteristični su za baroknu arhitekturu 17. i 18. veka i nalaze se i na crkvama koje podižu graditelji iz porodice Macanović.
Na istočnoj strani zvonika je kružno polje sata sa brojkama i kazaljkama.  Do početka 20. veka zvonik je imao pet zvona. Za vreme Prvog svetskog rata Austrijanci su, za ratne potrebe, skinuli i odneli četiri zvona ostavivši samo jedno iz 1667. od oko 300 kg sa likom i natpisom bl. Augustina Kažotića (sancti Augustini). Uz ovo veće dans  postoji i jedno malo zvono iz 1930-tih.
Zbog nedostatka bilo kakvog natpisa ili sačuvanoga pisanog izvora nemoguće je utvrdite graditelja zvonika.

### Samostanska zgrada
Samostanska zgrada za razliku od crkve, koja je do kraja 13. veka imala ime  Svetog Franje, samostan je odmah od početka nosio ime Svetog Dominika.  U početku se radilo o jednoj omanjoj kući koja je ( po svom izgledu)  mogla ugostiti svega 2-3 osobe. Vremenom ona je proširena i nadograšivana, naročito u vreme gradnje nove velike crkve.
Imajući u vidu sve veću potrebu dominikanaca za stambenim prostorom, gradska opštine im je 1407. godine dozvolila nabavku jednoga gradilišta i kuće da je pregrade za vlastitu upotrebu.61  Nakon pet godina (1412)  ta kuća morala je biti porušena zbog gradnje gradskih zidina s južne strane. U zamenu za ovu kuću opština  je za smeštaj dominikanaca unajmila drvenu kuću braće Ivana i Tome, sinova Krste Libara, vrijednu 500 libara.
Sadašnja samostanska zgrada na sprat sa svim potrebnim stambenim i drugim prostorijama sagrađena je u prvoj polovini 15. veka sa istočne i severne strane crkve, o čemu govore njegove stilske osobine. Jedna ploča ugrađena u istočni zid samostanskog klaustra svedoči da je taj deo samostana sagrađen 1425. godine svestranom pomoći petog trogirskog kneza Jakova di Giorgio iz Venecije: 
Na severnoj strani samostana smešten je klauster (dimenzije 8,50 x 8,50 m) koji sa crkvom i samostanom zatvara klasičan četverougao Namena  klaustra je bila da pruži redovnicima mogućnost lagane šetnje u molitvi bez potrebe izlaženja van samostana.   U sredini je bunar u ranogotičkom slogu u kome se primjećuju elementi kasne romanike, što govori u prilog činjenici da je sagrađen oko 1300. godine. Sa zapadne strane klaustara je omanji  vrt za gajenje povrća. Samostanski trem (klaustar) sa severne i zapadne strane graniči sse sa vrtom (dimenzije 49 x 22,50 m) okruženim zidom. Sa južne strane samostan se u prošlosti graničio sa gradskim zidinama. Sa istočne strane samostan sa crkvom, u dužini od 32,70 m, graniči se as ulicom.

## Napomene
1. ↑   Radi se, očigledno o legendi koja nema nikakva uporišta u izvornim savremenim dokumentima. Samostan se prvi put spominje tek 1243. godine kao prioralni.
2. ↑  U bombradovanju je, između ostalih stvari, potpuno uništena samostanska bibloteka. Spašeno je samo nekoliko prvih otisaka (inkunabula), koji su naknadno bili preneseni u samostan Svetog Dominika u Dubrovniku, gde se i danas čuvaju.

## Literatura
- Stjepan, K. (2008). Crkva i samostan Svetog Dominika u Trogiru. Prilozi povijesti umjetnosti u Dalmaciji, 41 (1), 67-107.
- S. Ferrarius, De rebus Hungaricae provinciae Ordinis Praedicatorum, Viennae Austriae 1637., str. 323-324.
- N. Pfeiffer, Die ungarische Dominikanerordensprovinz von ihrer Gründung 1221. bis zur Tatarenverwüstung 1241.-1242. Zürich 1913., str. 27-49.
- L. Maschek, Manuale del Regno di Dalmazia, anno III, Zara 1873.

Arhivska građa
- CD V, 1907, str. 382-383, br. 863;
- Split, Kaptolski arhiv, 539, f. 190v-191e
- CD V, str. 382-383, br. 863.
- CD VI, Zagreb 1908., str.1, br.1
- Zagreb, Arhiv HAZU, II c 68.

## Spoljašnje veze
- Trogir, Samostan Svetog Dominika (jezik: hrvatski)